# Torigni-sur-Vire
Torigni-sur-Vire település Franciaországban, Manche megyében. Lakosainak száma 2318 fő (2018. január 1.). Torigni-sur-Vire Saint-Amand és Giéville községekkel határos.

## Népesség
A település népessége az elmúlt években az alábbi módon változott:
| Lakosok száma | 2100 | 2557 | 2796 | 2659 | 2578 | 2416 | 2354 | 4417 | 2304 | 2318 |
|               | 1962 | 1968 | 1975 | 1990 | 1999 | 2008 | 2013 | 2016 | 2017 | 2018 |